# UATP
 (février 2023).
Si vous disposez d'ouvrages ou d'articles de référence ou si vous connaissez des sites web de qualité traitant du thème abordé ici, merci de compléter l'article en donnant les références utiles à sa vérifiabilité et en les liant à la section « Notes et références ».
L'Universal Air Travel Plan (UATP) est un système de paiement pour voyages d'affaires. Créé en 1936 sous le nom d’Air Travel Card, il appartient depuis cette date à un ensemble de compagnies aériennes.
La carte UATP est aujourd’hui[Quand ?] disponible auprès de plus de 30 compagnies aériennes et est acceptée par la plupart des transporteurs aériens comme mode de paiement pour l'achat de billets d’avion et de train.